# Julian Robertson
Julian Hart Robertson (Salisbury, 25 giugno 1932 – New York, 23 agosto 2022) è stato un imprenditore statunitense, miliardario e gestore dal 1980 sino al 2000 di uno dei primi hedge fund, Tiger Management. Ha poi continuato ad investire in altri fondi ad alto rischio, per lo più quelli gestiti da ex dipendenti, una cinquantina dei migliori hedge fund del mondo e chiamati "cuccioli di tigre" (Tiger Cubs). Tra questi Lone Pine di Stephen Mandel, Viking di Andreas Halvorsen, Discovery Capital Management di Rob Citrone, Philippe Laffont di Coatue Management, Lee Ainslie di Maverick Capital e Chase Coleman di Tiger Global Management.
Al momento della morte il suo patrimonio netto era stimato in 4,8 miliardi di dollari.

## Biografia
Robertson era figlio di Julian Hart Robertson Sr., dirigente di un'azienda tessile, e di Blanche Spencer. Si diplomò alla Episcopal High School nel 1951 e all'Università della Carolina del Nord a Chapel Hill nel 1955. È stato quindi per due anni ufficiale nella Marina degli Stati Uniti.
Dopo aver lasciato la Marina nel 1957, Robertson si trasferì a New York City e lavorò per un certo periodo come agente di cambio per Kidder, Peabody & Co. In Kidder ha alla fine guidato la divisione di gestione patrimoniale della società (Webster Securities) prima di partire per trasferirsi con la sua famiglia in Nuova Zelanda per un anno per scrivere un romanzo. Al suo ritorno, nel 1980 Robertson lanciò Tiger Management con i primi investimenti di amici e familiari.

### Tiger Management
Il 1º aprile 1996, BusinessWeek ha pubblicato una storia di copertina scritta dal reporter Gary Weiss, chiamata "Fall of the Wizard", che criticava le prestazioni e il comportamento di Robertson come fondatore e manager di Tiger Management. Robertson successivamente fece causa a Weiss e BusinessWeek per 1 miliardo di dollari per diffamazione. La causa è stata poi risolta.
I fondi Tiger raggiunsero un picco di 22 miliardi di dollari di attività nel 1998. Il Tiger Fund di Robertson ha accuratamente previsto la "bolla tecnologica", sottopesando volutamente il settore a causa dell'overpricing dei titoli tecnologici rispetto ai loro guadagni e al loro potenziale guadagno. Quindi, sebbene Tiger abbia sottoperformato l'S&P 500 nel breve termine, nel 1999 Tiger aveva eliminato praticamente tutti gli investimenti in questo segmento.
La più grande partecipazione azionaria di Tiger a quel tempo era U.S. Airways, i cui problemi trascinarono verso il basso il valore delle sue partecipazioni. Così nel marzo 2000 Robertson ha deciso di chiudere la sua società di investimento e di restituire tutto il capitale esterno agli investitori. Nel settembre 2001, Robertson - pur dichiarando di mantenere le proprie azioni nella compagnia aerea - ha distribuito 24,8 milioni di azioni della U.S. Airways notevolmente svalutate agli ex investitori Tiger.

### Dopo Tiger

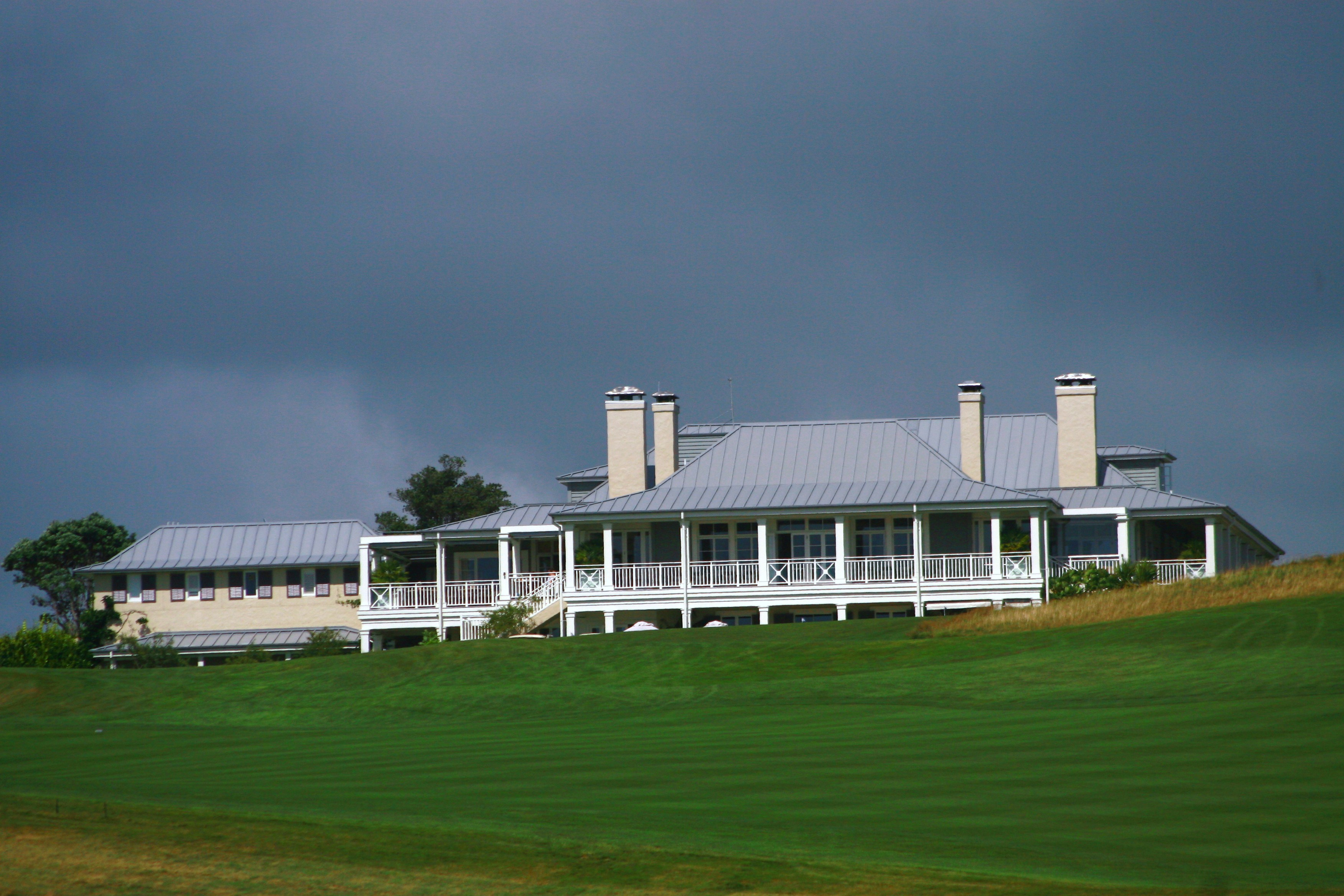
Kauri Cliffs Lodge presso Matauri Bay

Dopo aver chiuso il suo fondo nel 2000, Robertson è rimasto nel business degli hedge fund sostenendo e finanziando altri gestori di hedge fund (38 in totale nel settembre 2009), in cambio di una partecipazione nelle loro società di gestione di fondi. A parte questi, molti degli analisti e manager che Robertson ha impiegato e guidato presso Tiger Management, tra cui Chris Shumway, Lee Ainslie e Ole Andreas Halvorsen, hanno aperto loro fondi di investimento gestendo alcune delle più note società di hedge fund, chiamate "Tiger Cubs".  Questi includono tra gli altri fondi come Viking Global Investors, Tiger Legatus, Tiger Veda, Blue Ridge Capital, JAT Capital Management, Tiger Global, Maverick Capital, Coatue Management, Tiger Ratan Capital Fund NA di Nehal Chopra..
Robertson è stato il fondatore e benefattore del Robertson Scholars Program che assegna ogni anno una borsa di studio di merito che fornisce quattro anni di lezioni complete, camera e finanziamenti di viaggio per 36 studenti della Duke University e dell'Università della Carolina del Nord a Chapel Hill.
Nell'agosto 2010, Robertson ha firmato "The Giving Pledge", un'iniziativa del magnate del software Bill Gates e dell'investitore Warren Buffett in cui le persone molto ricche avrebbero impegnato almeno la metà dei loro beni in beneficenza.
È stato anche attivo come investitore e costruttore in Nuova Zelanda, dove trascorreva molto tempo. La sua famiglia possiede Kauri Cliffs Lodge vicino a Matauri Bay nel Northland; Matakauri Lodge Queenstown; The Farm a Cape Kidnappers, Hawkes Bay, varie cantine di vino. Robertson è stato nominato nel 2010 Cavaliere Onorario dell'Ordine al Merito della Nuova Zelanda, per i servizi alle imprese e alla filantropia.  Nel 2009, è stato annunciato che Robertson avrebbe donato opere d'arte del valore di 115 milioni di dollari alla Galleria d'Arte di Auckland. La donazione comprendeva opere di Paul Cézanne, Paul Gauguin, Pablo Picasso, Henri Matisse, Piet Mondrian, Salvador Dalí, Georges Braque, André Derain, Fernand Léger, Pierre Bonnard e Henri Fantin-Latour. Era la più grande del suo genere in Australasia.
Nel maggio 2010 la New York Stem Cell Foundation, un istituto di ricerca privato, ha ricevuto un regalo di 27 milioni di dollari da Robertson per finanziare la ricerca.
Nel gennaio 2012 Robertson ha donato 1,25 milioni di dollari a Restore Our Future, un Super PAC che sostiene la campagna presidenziale di Mitt Romney. Nel 2015, Robertson ha dato 1 milione di dollari a un Super PAC a sostegno della candidatura presidenziale di Jeb Bush. Nell'aprile 2016, Robertson ha dato 25 milioni di dollari alla Success Academy Charter Schools di New York.
A settembre 2020 circa il 50% dei suoi investimenti era nel settore tecnologico, con i maggiori investimenti in JD.com, Microsoft, Facebook e Amazon.
Robertson è morto nella sua casa di Manhattan il 23 agosto 2022, all'età di 90 anni.

## Vita privata
Era sposato con Josephine (Josie) Tucker, morta l'8 giugno 2010 dopo una lunga lotta contro il cancro al seno. La coppia ha avuto tre figli.